# Lady Julia Percy Island
Lady Julia Percy Island (conosciuta anche con il nome aborigeno di Deen Maar o Dhinmar) è un'isola situata a est di Portland, nello stato di Victoria, in Australia.

## Geografia
L'isola si trova a 6 km dalla costa; è lunga circa 2,4 km e larga 1,2, ha una superficie di circa 1,33 km² e un'altezza massima di 46 m.

### Fauna
Lady Julia Percy Island supporta un'importante colonia riproduttiva di otaria orsina del Capo (10 000/12 000 esemplari).
Si trovano sull'isola 1 000 coppie di petrello tuffatore comune e di prione fatato.; 2 000 coppie di pinguino minore blu e 15 000 coppie di berta codacorta. È presente inoltre la beccaccia di mare fuligginosa, la sterna crestata, la quaglia delle stoppie, l'albanella australiana, il falco pellegrino, il gheppio australiano, il melifago frontebianca, il calandro maggiore della Nuova Zelanda, la rondine benvenuta e l'erbarolo minore.
L'unico rettile presente è l'Egernia whitii.

## Storia
L'isola era stata chiamata Lady Julia’s Island il 6 dicembre 1800 da James Grant in onore di Frances Julia (1758-1820) seconda moglie di Hugh Percy, II duca di Northumberland. Il 20 aprile 1802 Matthew Flinders, a bordo dell'Investigator, aggiunse al nome il cognome Percy.  Nicolas Baudin doppiò l'isola con la sua nave Le Géographe il 1 aprile 1802 e la registrò  come Ile aux Alouettes, nome che è stato abbandonato.